# Ludgarda Buzek
Ludgarda Maria Buzek (Lubliniec, 11 maggio 1935) è una politica, chimica, ingegnere e funzionaria polacca, specialista in ingegneria chimica, dottore abilitato e consigliere del Consiglio regionale della Slesia.

## Biografia
Si è laureata presso la Facoltà di Chimica del Politecnico della Slesia. È stata professoressa, vice-rettore e rettore dell'Accademia di Polonia a Czestochowa. Ha lavorato presso l'Istituto di ingegneria chimica dell'Accademia polacca delle scienze.
A partire dal 2002, ha ricoperto la carica di consigliera del Consiglio regionale della Slesia. Per la prima volta è stato inserita nell'elenco della Comunità autogovernativa del Voivodato di Slesia. Nel corso del mandato è passata dal suo partito a Piattaforma Civica (PO), da cui è stata rieletta nel 2006. Nel 2006 ha lasciato il partito PO, co-creando il nuovo partito di Iniziativa Civica di Autogoverno. Nel 2010, è stata nuovamente rieletta dall'elenco di Piattaforma Civica. Nel 2014, non si è ricandidata per un ulteriore nuovo incarico.
Nel 2002, è stata insignita dell'Ordine pro merito melitensi di Malta.
Per la seconda volta è sposata con Jerzy Buzek, con cui ha una figlia, Agata.